# Koba (Mali)
Koba è un comune rurale del Mali facente parte del comune di Yélékébougou, nel circondario di Kati, nella regione di Koulikoro.
Il comune fa parte del progetto MenoMali che cerca di condividere le realtà sul terreno al fine di dare un reale aiuto sulle cose necessarie veramente alla popolazione locale.
Per fare questo ecco la lista delle opere esistenti, censite dal progetto MenoMali
- 3 pozzi artesiani
- 1 scuola statale composta di 6 classi ma 3 aule
- 1 dispensario sanitario
- 2 pozzi grande diametro